# 1943 у літературі

## Нагороди

### США
- Пулітцерівська премія:
  - в категорії «Художній твір, написаний американським письменником» — Ептон Сінклер, «Зуби дракона»
  - в категорії «Драматичні твори для театру» — Торнтон Вайлдер, «На волосок від загибелі»
  - в категорії «Поезія» — Роберт Фрост, збірка віршів «Дерево-свідок»

### Франція
- Гонкурівська премія — Моріус Гру, «Перехід людини»
- Премія Ренодо — Андре Субірана, J'étais médecin avec les chars
- Премія Феміна — не присуджували

## Народились
- 22 квітня —Луїза Ґлік, американська поетеса та есеїстка.
- 5 травня — Майкл Пелін, британський сценарист і письменник.
- 7 травня — Пітер Кері, австралійський письменник.
- 8 травня — Пет Баркер, англійська письменниця.
- 10 червня — Петер Курцек, німецький письменник (помер у 2013).
- 14 липня — Крістофер Пріст, англійський письменник-фантаст.
- 30 серпня — Роберт Крамб, американський художник коміксів.
- 24 вересня — Антоніо Табуккі, італійський письменник, перекладач, журналіст.
- 5 жовтня — Майкл Морпурго, англійський автор книг, поет, драматург і лібретист.
- 5 листопада — Сем Шепард, американський письменник і драматург.
- 9 грудня — Джоанна Троллоп, британська письменниця.

## Нові книжки
- Герман Гессе. Гра в бісер
- Антуан де Сент-Екзюпері. Маленький принц